# Prix Georges-Bizet
Le prix Georges-Bizet est un prix littéraire français récompensant un ouvrage dédié à l’opéra ou à la danse, créé en 2017.

## Historique du prix et sélection
Le prix Georges-Bizet du livre d'opéra et de danse,, porte le nom de Georges Bizet, dont la musique a souvent servi de support à la danse.
Créé par l’association Cocktail & Culture en 2017, il est soutenu par la Fondation Daniel Iagonlitzer, sous l'égide de la Fondation de France, le Centre Européen de Musique et les Amis de Georges Bizet[source secondaire souhaitée].
Il a été décerné pour la première fois le 26 juin 2017.
Le Prix Georges-Bizet du livre d'opéra et de danse est remis au terme d’une Librairie Éphémère rassemblant une trentaine d’auteurs.

## Membres du jury

### 2024
- Baptiste Charroing (directeur de production et de diffusion du Théâtre des Champs-Elysées),
- Olivier Bellamy (journaliste et animateur à Radio Classique, Classica et Mezzo),
- Laurent Brunner (directeur de l'Opéra Royal de Versailles),
- Mathide Calderini, (flûtiste de l'Orchestre Philarmonique de Radio France),
- Alexandra Cardinale (danseuse et fondatrice de AC Opéra Ballet Productions),
- Jorge Chaminé (directeur du Centre Européen de Musique, baryton),
- Frédéric Delpech (journaliste à LCI),
- François Delétraz (chroniqueur culture au Figaro Magazine),
- Rémi Geniet (pianiste),
- Nicolas d'Estienne d'Orves (écrivain, journaliste),
- Fiona McGown (mezzo-soprano),
- Laure Mezan (animatrice et journaliste sur Radio Classique),
- Élisabeth Platel (directrice de l'École de Danse de l'Opéra national de Paris et danseuse étoile),
- Sophie Quatrehomme (directrice de la communication à la Caisse des Dépôts),
- Jérémie Rhorer (chef d'orchestre et directeur du Cercle de l'Harmonie),
- Ambre Rouvière (responsable éditoriale adjointe Prisma Media),
- Ève Ruggieri (animatrice, productrice d'émissions de radio et de télévision, écrivain),
- Éric-Emmanuel Schmitt (écrivain, dramaturge, réalisateur)
- Claire Visentini (directrice du Mécénat à la Caisse des Dépôts)

### 2023
- Baptiste Charroing, directeur de production et de diffusion du Théâtre des Champs-Elysées
- Olivier Bellamy, (journaliste et animateur à Radio Classique, Classica et Mezzo),
- Laurent Brunner (directeur de l'Opéra Royal de Versailles),
- Mathide Calderini, flûtiste de l'Orchestre Philharmonique de Radio France
- Alexandra Cardinale, danseuse et fondatrice de AC Opéra Ballet Productions
- Jorge Chaminé (directeur du Centre Européen de Musique, baryton),
- Frédéric Delpech (journaliste à LCI),
- François Delétraz (rédacteur en chef au Figaro Magazine, écrivain)
- Benoît Duteurtre (écrivain, critique musical, producteur et animateur de radio),
- Nicolas d'Estienne d'Orves (écrivain, journaliste),
- Fiona McGown, mezzo-soprano
- Élisabeth Platel (directrice de l'École de Danse de l'Opéra national de Paris et danseuse étoile),
- Sophie Quatrehomme (directrice de la communication à la Caisse des Dépôts),
- Jérémie Rhorer (chef d'orchestre et directeur du Cercle de l'Harmonie),
- Ambre Rouvière (responsable éditoriale Prisma Media),
- Ève Ruggieri (animatrice, productrice d'émissions de radio et de télévision, écrivain),
- Éric-Emmanuel Schmitt (écrivain, dramaturge, réalisateur)
- Claire Visentini (directrice du Mécénat à la Caisse des Dépôts)

### 2022
- Raymond Soubie, directeur du Théâtre des Champs-Elysées
- Olivier Bellamy, (journaliste et animateur à Radio Classique, Classica et Mezzo),
- Laurent Brunner (directeur de l'Opéra Royal de Versailles),
- Jorge Chaminé (directeur du Centre Européen de Musique, baryton),
- Frédéric Delpech (journaliste à LCI),
- François Delétraz (rédacteur en chef au Figaro Magazine, écrivain)
- Benoît Duteurtre (écrivain, critique musical, producteur et animateur de radio),
- Nicolas d'Estienne d'Orves (écrivain, journaliste),
- Élisabeth Platel (directrice de l'École de Danse de l'Opéra national de Paris et danseuse étoile),
- Sophie Quatrehomme (directrice de la communication à la Caisse des Dépôts),
- Jérémie Rhorer (chef d'orchestre et directeur du Cercle de l'Harmonie),
- Clément Rochefort (journaliste et producteur à France Musique)
- Ambre Rouvière (responsable éditoriale Prisma Media),
- Ève Ruggieri (animatrice, productrice d'émissions de radio et de télévision, écrivain),
- Vannina Santoni (soprano lyrique)
- Éric-Emmanuel Schmitt (écrivain, dramaturge, réalisateur)

### 2019
- Raymond Soubie, directeur du Théâtre des Champs-Elysées
- Olivier Bellamy, (journaliste et animateur à Radio Classique, Classica et Mezzo),
- Laurent Brunner (directeur de l'Opéra Royal de Versailles),
- Jorge Chaminé (directeur du Centre Européen de Musique, baryton),
- Frédéric Delpech (journaliste à LCI),
- Benoît Duteurtre (écrivain, critique musical, producteur et animateur de radio),
- Nicolas d'Estienne d'Orves (écrivain, journaliste),
- Élisabeth Platel (directrice de l'Ecole de Danse de l'Opéra national de Paris et danseuse Etoile),
- Sophie Quatrehomme (directrice de la communication à la Caisse des Dépôts),
- Jérémie Rhorer (chef d'orchestre et directeur du Cercle de l'Harmonie),
- Clément Rochefort (journaliste et producteur à France Musique)
- Ambre Rouvière (responsable éditoriale Prisma Media),
- Ève Ruggieri (animatrice, productrice d'émissions de radio et de télévision, écrivain),
- Vannina Santoni (soprano lyrique)
- Éric-Emmanuel Schmitt (écrivain, dramaturge, réalisateur)

### 2018
- Raymond Soubie, directeur du Théâtre des Champs-Élysées
- Alain Duault (écrivain)
- Chantal Cazaux[4] (rédactrice en chef de L'Avant-scène Opéra),
- Frédéric Delpech (journaliste à LCI),
- Bertrand Dermoncourt (directeur de la rédaction de Classica et critique à l’Express),
- Benoît Duteurtre (écrivain, critique musical, producteur et animateur de radio),
- Nicolas d'Estienne d'Orves (écrivain, journaliste),
- Karine Henry (écrivain, lauréate 2017),
- André Lischke (musicologue, lauréat 2017)
- Christian Merlin (critique musical au Figaro),
- Sophie Quatrehomme (directrice de la communication à la Caisse des Dépôts),
- Jérémie Rhorer (chef d'orchestre et directeur du Cercle de l'Harmonie),
- Ambre Rouvière (responsable éditoriale Prisma Media)

### 2017
- Alain Duault (écrivain)
- Chantal Cazaux (rédactrice en chef de L'Avant-scène opéra),
- Frédéric Delpech (journaliste à LCI),
- Bertrand Dermoncourt (directeur de la rédaction de Classica et critique à l’Express),
- Benoît Duteurtre (écrivain, critique musical, producteur et animateur de radio),
- Nicolas d'Estienne d'Orves (écrivain, journaliste),
- Dorothée Gilbert (danseuse étoile),
- Christian Merlin (critique musical au Figaro),
- Sophie Quatrehomme (directrice de la communication à la Caisse des Dépôts),
- Ambre Rouvière (responsable éditoriale Prisma Media)
- Michel Schneider (écrivain),
- Béatrice Uria-Monzon (mezzo-soprano).

## Lauréats

### 2017
- Prix Georges-Bizet : André Lischke, Guide de l'opéra russe, Fayard[5],[2]
- Coup de cœur du jury : Karine Henry, La Danse sorcière, Actes Sud.

### 2018
- Prix Georges Bizet : Pauline Girard, Léo Delibes, Vrin[6],[7],[8]

### 2019
- Catégorie Danse : Ghislaine Thesmar, Une vie en pointes, Odile Jacob.
- Catégorie Opéra : Louis Bilodeau, Offenbach, mode d'emploi, Avant-Scène Opéra[10].
- Mention Spéciale : Jean Abitbol, La Belle histoire de la voix, De Boeck.

### 2022
- Catégorie Danse : Hugo Marchand, Danser, éditions Arthaud[11].
- Catégorie Opéra : Hervé Lacombe (dir.), Histoire de l’opéra français, vol. 3 : « De la Belle Époque au monde globalisé », Fayard[11].

### 2023
- Catégorie Danse : Laetitia Cénac et Laure Fissore, Dans les coulisses de l'Opéra national de Paris, La Martinière[12]
- Catégorie Opéra : Charlie Roquin, Les maîtres de Bayreuth, Le Cherche midi[13]

### 2025
- Catégorie Danse : Aurélie Dupont, N'oublie pas pourquoi tu danses, Albin Michel [14]
- Catégorie Opéra : Martin Mirabel, Antonín Dvořák, Actes Sud[14]